# Real Sociedad San Sebastián
Die Real Sociedad de Fútbol („Königliche Fußballgesellschaft“), Kurzform Real Sociedad oder auch La Real, im deutschsprachigen Raum auch Real Sociedad San Sebastián, auf Baskisch meist Reala oder Erreala, ist ein spanischer Fußballverein aus San Sebastián. Der Klub spielt in Trikots mit den Farben weiß-blau (baskisch txuri-urdin) und trägt seine Heimspiele im 39.500 Zuschauer fassenden Stadion Estadio Anoeta aus.

## Geschichte

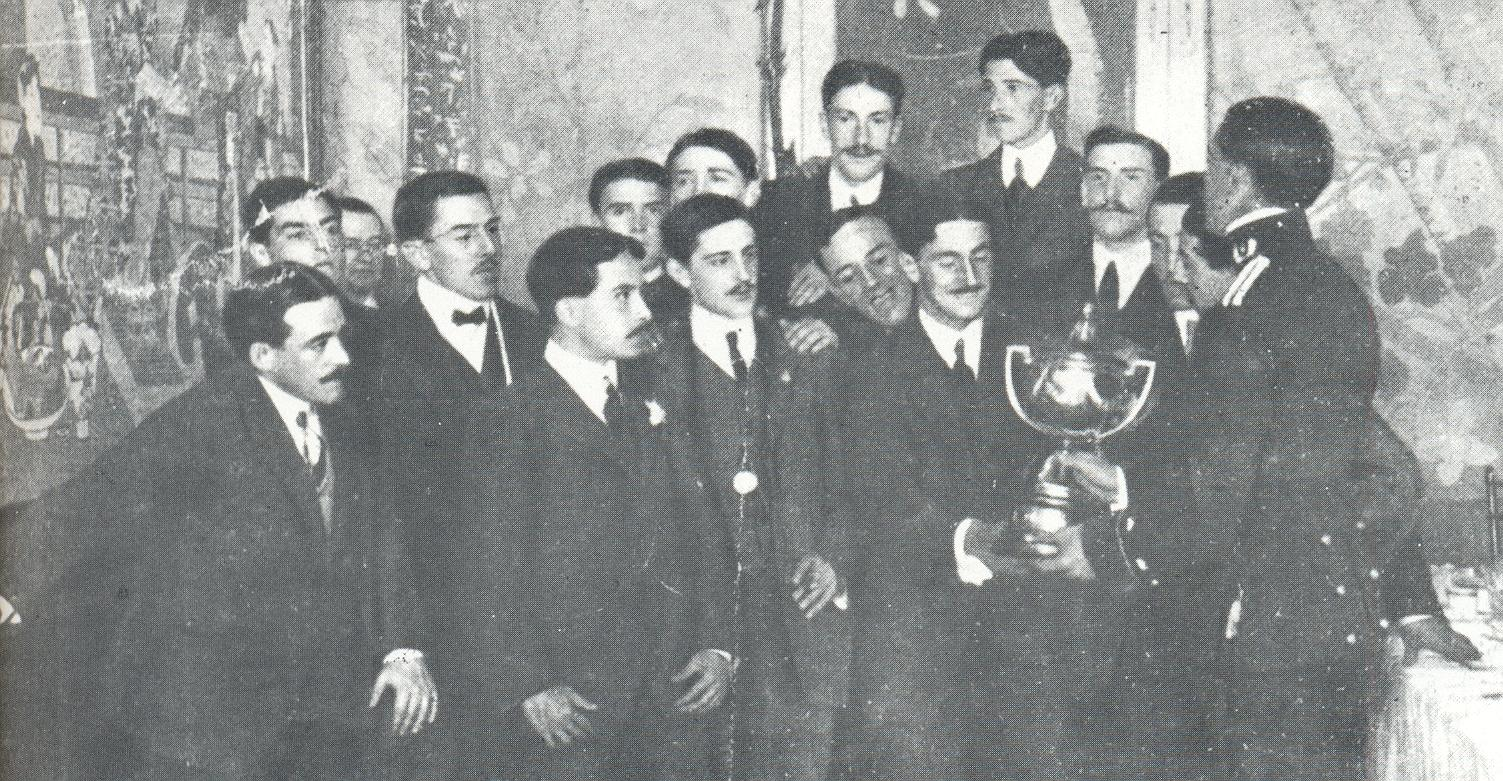
Pokalsiegermannschaft von 1909

Wappen von Club Ciclista

Anfang des 20. Jahrhunderts brachten aus Großbritannien zurückkehrende Arbeiter und Studenten den Fußballsport nach San Sebastián. 1904 gründeten sie den Sportverein San Sebastian Recreation Club und nahmen 1905 am spanischen Pokalwettbewerb teil. Im Mai 1905 wurde die Fußballabteilung unter dem Namen San Sebastian Football Club ein eigenständiger Teil des Vereins. Komplikationen bei der Anmeldung zum Pokalwettbewerb 1909 führten dazu, dass die Mannschaft unter dem Namen Club Ciclista de San Sebastian am Wettbewerb teilnahm. Im Finale schlug man Español de Madrid mit 3:1 und konnte damit den Gewinn der Copa del Rey feiern.
Am 7. September 1909 erfolgte die Gründung des jetzigen Vereins als Sociedad de Fútbol. Der Titel Real (königlich) wurde dem Fußballverein am 11. Februar 1910 von Alfonso XIII. verliehen, da sich damals die Sommerresidenz des spanischen Königs in San Sebastián befand.
1928 war Real Sociedad eines der Gründungsmitglieder der Primera División, der ersten gesamtspanischen Fußballliga. Die erste Saison beendete man auf dem 4. Platz.
1931 mussten nach Ausrufung der Zweiten Republik alle Namensbestandteile entfernt werden, die an die Monarchie erinnerten, und so wurde der Vereinsname in Donostia Club de Futbol geändert. Nachdem die antirepublikanische Seite unter Francisco Franco im Spanischen Bürgerkrieg gesiegt hatte, wurde der Verein 1939 in Real Sociedad zurückbenannt.
Die 1930er Jahre waren eine wirtschaftlich wie auch sportlich schwere Zeit für den Klub. 1935 musste man erstmals in die zweite Liga absteigen, und bis Ende der 1940er-Jahre lösten sich Abstiege und Wiederaufstiege regelmäßig ab. Danach stabilisierte sich der Verein und konnte 1951 das Pokalfinale erreichen, das man allerdings gegen den FC Barcelona verlor.
1974 spielte der Klub erstmals im UEFA-Pokal, doch seine erfolgreichste Zeit sollte Real Sociedad in den 1980er-Jahren haben. In der Saison 1979/80 verlor der Verein nur ein Ligaspiel und erreichte den 2. Platz. 1980/81 und 1981/82 gewann Real Sociedad den spanischen Meistertitel, 1982 die erstmals ausgetragene Supercopa de España und 1987 zum zweiten Mal nach 1909 die Copa del Rey.
Die Saison 2002/03 gilt als größter Erfolg in der jüngeren Vereinsgeschichte. Ihre Stürmer, der Türke Nihat Kahveci (23 Tore) und der Serbe Darko Kovačević (20 Tore), bildeten ein torgefährliches Duo. Im Kampf um die Meisterschaft musste sich Real Sociedad nur knapp geschlagen geben und wurde spanischer Vizemeister. Real Sociedad fehlten nur zwei Punkte, um an Real Madrid vorbeizuziehen. Der Verein qualifizierte sich somit für die UEFA Champions League 2003/04. Dort zog die Mannschaft ins Achtelfinale ein, in dem der Verein gegen Olympique Lyon mit einem 0:1 in Hin- und Rückspiel ausschied.
Nach dem Abgang ihrer Torjäger spielte Real Sociedad in der höchsten spanischen Liga allerdings keine führende Rolle mehr und fand sich im Abstiegskampf wieder. So geschah es, dass San Sebastián nach einem 3:3 im letzten Spiel gegen CF Valencia in der Saison 2006/07 absteigen musste und zur neuen Saison das erste Mal nach vierzig Jahren wieder zweitklassig spielte. In der Saison 2007/08 konnte der Wiederaufstieg nicht geschafft werden. Im Juli 2008 konnte der Verein die Spielergehälter nicht mehr zahlen und meldete Konkurs an.
Der Aufstieg in die erste Liga (Primera Division) wurde im Jahre 2010 nach drei Jahren Verweilens in der zweiten Liga (Segunda División) gemeistert. Seit dem 29. August 2010 spielt „Erreala“ wieder erstklassig.

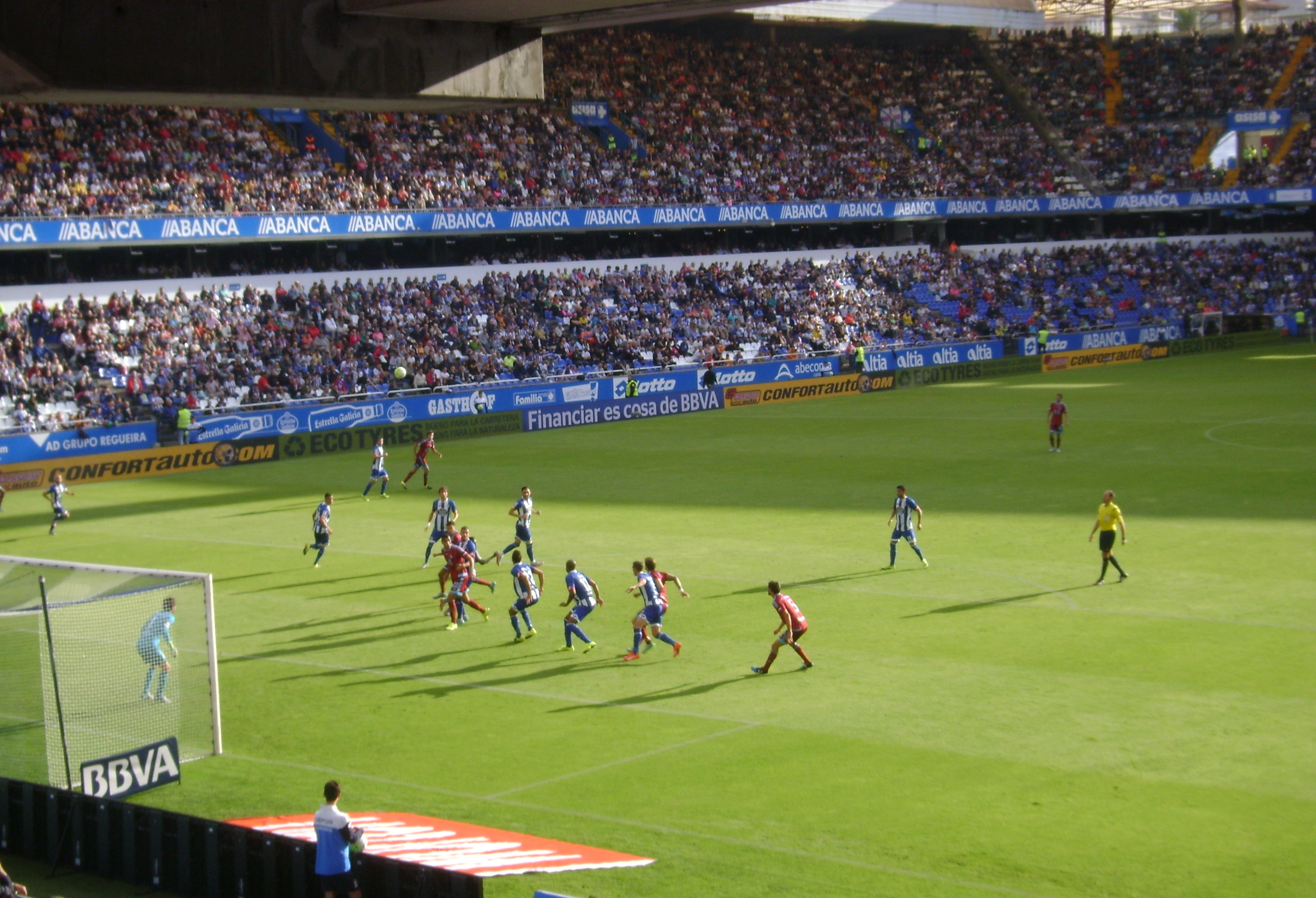
Deportivo La Coruña vs. Real Sociedad.

Der größte Erfolg gelang den „Txuri-Urdin“ seitdem in der Spielzeit 2012/13, als man am letzten Spieltag durch einen 1:0-Auswärtssieg gegen Deportivo La Coruña den vierten Platz in der Primera División errang und sich somit für die Playoffs der UEFA Champions League 2013/14 qualifizierte. Trainer Phillipe Montanier kehrte nach der Saison in seine Heimat zu Stade Rennes zurück. San Sebastián konnte sich mit einem doppelten 2:0-Erfolg gegen Olympique Lyon zwar für die Champions League qualifizieren, schied dann aber in Gruppe A gegen Manchester United, Bayer Leverkusen und Schachtar Donezk als Gruppenletzter aus. Den einzigen Punkt holte man hierbei mit einem 0:0 gegen den englischen Rekordmeister. Die Saison 2013/14 beendete La Real auf Platz 7, verspielte aber die Qualifikation zur UEFA Europa League 2014/15 gegen den FK Krasnodar (1:0 h; 0:3 a).
In der Saison 2016/17 bejubelte Real Sociedad einen sechsten Platz und kehrte damit in den Europacup zurück. In der UEFA Europa League 2017/18 wurde man mit Zenit St. Petersburg, Rosenborg Trondheim und dem FK Vardar Skopje der Gruppe L zugelost. Mit zwölf Punkten wurde man Zweiter und zog so erstmals seit 14 Jahren in eine K.O.-Runde im Europacup ein. Jedoch scheiterte man im Sechzehntelfinale nach einem 2:2-Remis und einer 1:2-Niederlage knapp am FC Red Bull Salzburg.
Die Hochphase des Klubs begann mit der Saison 2019/20. Nach einem überraschenden 4:3-Auswärtssieg gegen Real Madrid erreichte Real Sociedad das Halbfinale der Copa del Rey. Dort stellte man sich dem CD Mirandés und zog nach zwei Siegen (2:1 h; 1:0 a) erstmals seit 32 Jahren ins Finale des Wettbewerbs ein. Aufgrund der COVID-19-Pandemie wurde das Endspiel auf das Folgejahr verschoben. Schließlich konnte sich La Real mit 1:0 gegen Athletic Bilbao durchsetzen und gewann so den dritten Pokal der Vereinsgeschichte.
Nach der Wiederaufnahme des Spielbetriebs im Juni 2020 brauchte Real Sociedad sechs Ligaspiele, um erstmals wieder zu gewinnen. Zuvor gab es vier Niederlagen am Stück, die ebenso daran beteiligt waren, dass San Sebastián am Ende nur Sechster wurde. Die Qualifikation zur UEFA Europa League 2020/21 war dennoch gesichert. In Gruppe F musste man sich dem SSC Neapel, AZ Alkmaar und dem HNK Rijeka stellen. Sociedad beendete die Gruppenphase mit neun Punkten als Zweiter und bekam im Sechzehntelfinale Manchester United als Gegner. Das Heimspiel verlor man mit 0:4, weshalb das anschließende 0:0 im Old Trafford nichts brachte. In der Liga blieb der baskische Klub aber weiterhin auf Hochtouren und beendete die Saison 2020/21 auf dem fünften Platz.
Für die Saison 2021/22 stand erneut die Europa League am Spielplan. Dabei traf man in Gruppe B auf die AS Monaco, den PSV Eindhoven und den SK Sturm Graz. Wie im Vorjahr erreichte Real Sociedad mit neun Punkten den zweiten Gruppenplatz, diesmal lautete der Gegner im Sechzehntelfinale RasenBallsport Leipzig. Nach einem 2:2 in Leipzig scheiterte man vor heimischem Publikum mit 1:3. Die Saison endete für La Real erneut auf Platz 6.
In der UEFA Europa League 2022/23 wurde man erneut mit Manchester United in Verbindung gebracht. Diesmal traf man sich in Gruppe E und auch der FC Sheriff Tiraspol und Omonia Nikosia mischten mit. Sowohl Sociedad als auch die Red Devils erreichten je 15 Punkte, doch die Spanier wurden aufgrund der besseren Tordifferenz Gruppensieger. Damit übersprang man das Sechzehntelfinale und traf im Achtelfinale auf die AS Rom. Nach einer 0:2-Niederlage im Stadio Olimpico kam man zuhause nicht über ein 0:0 hinaus.
Real Sociedad zeigte sowohl auf nationalem als auch auf internationalem Niveau eine Leistungssteigerung. Nachdem man in der Europa League erstmals das Achtelfinale erreicht hatte, gelangte man in der Liga zum vierten Platz und qualifizierte sich für die UEFA Champions League 2023/24. Es war der erste Auftritt in der Königsklasse seit zehn Jahren. Diesmal musste man sich in der Gruppe D mit Inter Mailand, Benfica Lissabon und dem FC Red Bull Salzburg messen. Auch hier profitierte man gegenüber den punktgleichen Mailändern von der besseren Tordifferenz und wurde mit 12 Punkten Gruppensieger. Im Achtelfinale musste man sich jedoch Paris Saint-Germain mit zwei Niederlagen von 0:2 und 1:2 geschlagen geben. Real Sociedad beendete die Saison 2023/24 auf Platz 6 und wird damit in der UEFA Europa League 2024/25 auflaufen. Dort wurde die Ligaphase auf Rang 13 beendet, das Playoff zum Achtelfinale gegen den FC Midtjylland gewann der Verein mit einem Gesamtscore von 7:3 deutlich. Im Achtelfinale trafen die Spanier auf Manchester United und schieden nach einem 1:1 im Hinspiel und einer 1:4-Niederlage in England aus dem Bewerb aus.

## Wissenswertes
Wie bei seinem baskischen Rivalen Athletic Bilbao spielten für Real Sociedad lange Zeit nur baskische Spieler. Man gab diese Politik jedoch 1989 mit der Verpflichtung des Iren John Aldridge auf, allerdings galt das lange nicht im Bezug auf Spanier aus anderen Regionen, die weiterhin nicht für den Verein spielen durften. Dies wird aber seit geraumer Zeit nicht mehr praktiziert, und so war beispielsweise der aus Asturien stammende Boris über lange Zeit Teil des Kaders. In der Saison 2006/07 spielten mit Juanito, Daniel Cifuentes, Gerardo García León, Álvaro Novo und Diego Rivas fünf Spanier, die nicht aus dem Baskenland stammten, im Team.
Bei den Ermittlungen rund um den Dopingskandal Fuentes kam heraus, dass Real Sociedad bis zu 327.000 Euro pro Saison an den Mediziner gezahlt hatte. Es wurden auch die Abkürzungen „RSOC“ und „ASTI“, vermutlich Kurzform für Astiazarán, Präsident des Klubs von 2001 bis 2005, in den Fuentes-Unterlagen gefunden.

## Titel
- Spanische Meisterschaft:
  - Meister (2): 1980/81, 1981/82
  - Vizemeister (3): 1979/80, 1987/88, 2002/03

- Spanischer Fußballpokal:
  - Sieger (3): 1909, 1986/87, 2019/20
  - Finalist (6): 1905, 1910, 1913, 1928, 1951, 1987/88

- Spanischer Fußball-Supercup:
  - Sieger (1): 1982

## Europapokalbilanz
| Saison  | Wettbewerb                    | Runde                  | Gegner                  | Gesamt          | Hin     | Rück          |
| ------- | ----------------------------- | ---------------------- | ----------------------- | --------------- | ------- | ------------- |
| 1974/75 | UEFA-Pokal                    | 1. Runde               | Baník Ostrava           | 0:5             | 0:1 (H) | 0:4 (A)       |
| 1975/76 | UEFA-Pokal                    | 1. Runde               | Grasshopper Club Zürich | (a)4:4(a)       | 3:3 (A) | 1:1 (H)       |
| 1975/76 | UEFA-Pokal                    | 2. Runde               | FC Liverpool            | 1:9             | 1:3 (H) | 0:6 (A)       |
| 1979/80 | UEFA-Pokal                    | 1. Runde               | Inter Mailand           | 2:3             | 0:3 (A) | 2:0 (H)       |
| 1980/81 | UEFA-Pokal                    | 1. Runde               | Újpest Budapest         | 2:1             | 1:1 (A) | 1:0 (H)       |
| 1980/81 | UEFA-Pokal                    | 2. Runde               | FC Zbrojovka Brünn      | 3:2             | 1:1 (A) | 2:1 (H)       |
| 1980/81 | UEFA-Pokal                    | 3. Runde               | Sporting Lokeren        | 2:3             | 0:1 (A) | 2:2 (H)       |
| 1981/82 | Europapokal der Landesmeister | 1. Runde               | ZSKA Sofia              | 0:1             | 0:1 (A) | 0:0 (H)       |
| 1982/83 | Europapokal der Landesmeister | 1. Runde               | Víkingur Reykjavík      | 4:2             | 1:0 (A) | 3:2 (H)       |
| 1982/83 | Europapokal der Landesmeister | 2. Runde               | Glasgow Rangers         | 3:2             | 2:0 (H) | 1:2 (A)       |
| 1982/83 | Europapokal der Landesmeister | Viertelfinale          | Sporting Lissabon       | 2:1             | 0:1 (A) | 2:0 (H)       |
| 1982/83 | Europapokal der Landesmeister | Halbfinale             | Hamburger SV            | 2:3             | 1:1 (H) | 1:2 (A)       |
| 1987/88 | Europapokal der Pokalsieger   | 1. Runde               | Śląsk Wrocław           | 2:0             | 0:0 (H) | 2:0 (A)       |
| 1987/88 | Europapokal der Pokalsieger   | 2. Runde               | FK Dinamo Minsk         | (a)1:1(a)       | 1:1 (H) | 0:0 (A)       |
| 1988/89 | UEFA-Pokal                    | 1. Runde               | FK Dukla Prag           | (a)4:4(a)       | 2:1 (H) | 2:3 (A)       |
| 1988/89 | UEFA-Pokal                    | 2. Runde               | Sporting Lissabon       | 2:1             | 2:1 (A) | 0:0 (H)       |
| 1988/89 | UEFA-Pokal                    | 3. Runde               | 1. FC Köln              | 3:2             | 1:0 (H) | 2:2 (A)       |
| 1988/89 | UEFA-Pokal                    | Viertelfinale          | VfB Stuttgart           | 1:1 (2:4 i. E.) | 0:1 (A) | 1:0 n. V. (H) |
| 1990/91 | UEFA-Pokal                    | 1. Runde               | FC Lausanne-Sport       | (a)3:3(a)       | 2:3 (A) | 1:0 (H)       |
| 1990/91 | UEFA-Pokal                    | 2. Runde               | FK Partizan Belgrad     | 1:1 (3:4 i. E.) | 1:0 (H) | 0:1 n. V. (A) |
| 1992/93 | UEFA-Pokal                    | 1. Runde               | Vitória Guimarães       | 2:3             | 0:3 (A) | 2:0 (H)       |
| 1998/99 | UEFA-Pokal                    | 1. Runde               | Sparta Prag             | 5:2             | 4:2 (A) | 1:0 (H)       |
| 1998/99 | UEFA-Pokal                    | 2. Runde               | FK Dynamo Moskau        | 6:2             | 3:2 (A) | 3:0 (H)       |
| 1998/99 | UEFA-Pokal                    | 3. Runde               | Atlético Madrid         | 3:5             | 2:1 (H) | 1:4 n. V. (A) |
| 2003/04 | UEFA Champions League         | Gruppenphase           | Olympiakos Piräus       | 3:2             | 1:0 (H) | 2:2 (A)       |
| 2003/04 | UEFA Champions League         | Gruppenphase           | Galatasaray Istanbul    | 3:2             | 2:1 (A) | 1:1 (H)       |
| 2003/04 | UEFA Champions League         | Gruppenphase           | Juventus Turin          | 2:4             | 2:4 (A) | 0:0 (H)       |
| 2003/04 | UEFA Champions League         | Achtelfinale           | Olympique Lyon          | 0:2             | 0:1 (H) | 0:1 (A)       |
| 2013/14 | UEFA Champions League         | Play-offs              | Olympique Lyon          | 4:0             | 2:0 (A) | 2:0 (H)       |
| 2013/14 | UEFA Champions League         | Gruppenphase           | Schachtar Donezk        | 0:6             | 0:2 (H) | 0:4 (A)       |
| 2013/14 | UEFA Champions League         | Gruppenphase           | Bayer 04 Leverkusen     | 1:3             | 1:2 (A) | 0:1 (H)       |
| 2013/14 | UEFA Champions League         | Gruppenphase           | Manchester United       | 0:1             | 0:1 (A) | 0:0 (H)       |
| 2014/15 | UEFA Europa League            | 3. Qualifikationsrunde | FC Aberdeen             | 5:2             | 2:0 (H) | 3:2 (A)       |
| 2014/15 | UEFA Europa League            | Play-offs              | FK Krasnodar            | 1:3             | 1:0 (H) | 0:3 (A)       |
| 2017/18 | UEFA Europa League            | Gruppenphase           | Rosenborg Trondheim     | 5:0             | 4:0 (H) | 1:0 (A)       |
| 2017/18 | UEFA Europa League            | Gruppenphase           | Zenit St. Petersburg    | 2:6             | 1:3 (A) | 1:3 (H)       |
| 2017/18 | UEFA Europa League            | Gruppenphase           | FK Vardar Skopje        | 9:0             | 6:0 (A) | 3:0 (H)       |
| 2017/18 | UEFA Europa League            | Sechzehntelfinale      | FC Red Bull Salzburg    | 3:4             | 2:2 (H) | 1:2 (A)       |
| 2020/21 | UEFA Europa League            | Gruppenphase           | HNK Rijeka              | 3:2             | 1:0 (A) | 2:2 (H)       |
| 2020/21 | UEFA Europa League            | Gruppenphase           | SSC Neapel              | 1:2             | 0:1 (H) | 1:1 (A)       |
| 2020/21 | UEFA Europa League            | Gruppenphase           | AZ Alkmaar              | 1:0             | 1:0 (H) | 0:0 (A)       |
| 2020/21 | UEFA Europa League            | Sechzehntelfinale      | Manchester United       | 0:4             | 0:4 (H) | 0:0 (A)       |
| 2021/22 | UEFA Europa League            | Gruppenphase           | PSV Eindhoven           | 5:2             | 2:2 (A) | 3:0 (H)       |
| 2021/22 | UEFA Europa League            | Gruppenphase           | AS Monaco               | 2:3             | 1:1 (H) | 1:2 (A)       |
| 2021/22 | UEFA Europa League            | Gruppenphase           | SK Sturm Graz           | 2:1             | 1:0 (A) | 1:1 (H)       |
| 2021/22 | UEFA Europa League            | Zwischenrunde          | RB Leipzig              | 3:5             | 2:2 (A) | 1:3 (H)       |
| 2022/23 | UEFA Europa League            | Gruppenphase           | Manchester United       | 1:1             | 1:0 (A) | 0:1 (H)       |
| 2022/23 | UEFA Europa League            | Gruppenphase           | Omonia Nikosia          | 4:1             | 2:1 (H) | 2:0 (A)       |
| 2022/23 | UEFA Europa League            | Gruppenphase           | Sheriff Tiraspol        | 5:0             | 2:0 (A) | 3:0 (H)       |
| 2022/23 | UEFA Europa League            | Achtelfinale           | AS Rom                  | 0:2             | 0:2 (A) | 0:0 (H)       |
| 2023/24 | UEFA Champions League         | Gruppenphase           | Inter Mailand           | 1:1             | 1:1 (H) | 0:0 (A)       |
| 2023/24 | UEFA Champions League         | Gruppenphase           | FC Red Bull Salzburg    | 2:0             | 2:0 (A) | 0:0 (H)       |
| 2023/24 | UEFA Champions League         | Gruppenphase           | Benfica Lissabon        | 4:1             | 1:0 (A) | 3:1 (H)       |
| 2023/24 | UEFA Champions League         | Achtelfinale           | Paris Saint-Germain     | 1:4             | 0:2 (A) | 1:2 (H)       |
| 2024/25 | UEFA Europa League            | Ligaphase              | OGC Nizza               | 1:1             | (A)     |               |
| 2024/25 | UEFA Europa League            | Ligaphase              | RSC Anderlecht          | 1:2             | (H)     |               |
| 2024/25 | UEFA Europa League            | Ligaphase              | Maccabi Tel Aviv        | 2:1             | (N) 1   |               |
| 2024/25 | UEFA Europa League            | Ligaphase              | Viktoria Pilsen         | 1:2             | (A)     |               |
| 2024/25 | UEFA Europa League            | Ligaphase              | Ajax Amsterdam          | 2:0             | (H)     |               |
| 2024/25 | UEFA Europa League            | Ligaphase              | Dynamo Kiew             | 3:0             | (H)     |               |
| 2024/25 | UEFA Europa League            | Ligaphase              | Lazio Rom               | 1:3             | (A)     |               |
| 2024/25 | UEFA Europa League            | Ligaphase              | PAOK Thessaloniki       | 2:0             | (H)     |               |
| 2024/25 | UEFA Europa League            | Play-offs              | FC Midtjylland          | 7:3             | 2:1 (A) | 5:2 (H)       |
| 2024/25 | UEFA Europa League            | Achtelfinale           | Manchester United       | 2:5             | 1:1 (H) | 1:4 (A)       |

Legende: (H) – Heimspiel, (A) – Auswärtsspiel, (N) – neutraler Platz, (a) – Auswärtstorregel, (i. E.) – im Elfmeterschießen, (n. V.) – nach Verlängerung
| Wettbewerb                                            | Spiele | S  | U  | N  | T+  | T-  |
| ----------------------------------------------------- | ------ | -- | -- | -- | --- | --- |
| UEFA Champions League / Europapokal der Landesmeister | 034    | 11 | 09 | 14 | 032 | 035 |
| Europapokal der Pokalsieger                           | 004    | 01 | 03 | 0  | 003 | 001 |
| UEFA Europa League / UEFA-Pokal                       | 082    | 38 | 18 | 26 | 118 | 106 |
| Gesamt                                                | 120    | 50 | 30 | 40 | 153 | 142 |

Stand: 13. März 2025

## Ehemalige Spieler
- Mutiu Adepoju (1996–2000)
- Imanol Agirretxe (2005–2018)
- John Aldridge (1989–1991)
- Periko Alonso (1974–1982)
- Xabi Alonso (1999–2004)
- José Diego Álvarez (1974–1985)
- Mikel Aranburu (1996–2012)
- Agustín Aranzábal (1993–2004)
- José Araquistáin (1956–1961)
- Luis Arconada (1974–1989)
- José Mari Bakero (1980–1988)
- Sabino Barinaga (1950–1953)
- Txiki Begiristain (1982–1988)
- Paco Bienzobas  (1926–1934, 1940–1942)
- Claudio Bravo (2006–2014)
- Sergio Canales (2014–2018)
- Dmitri Chochlow (2000–2003)
- Cholín (1927–1940)
- Gheorghe Craioveanu (1995–1998)
- Patricio Eguidazu (1940–1952)
- Agustín Eizaguirre (1912–1925)
- Ignacio Eizaguirre (1939–1940, 1950–1956)
- Andoni Elizondo (1952–1964)
- Epifanio Fernández (1949–1955)
- Miguel Ángel Fuentes (1987–2001)
- Agustín Gajate (1977–1992)
- Gaztelu (1966–1981)
- Alberto Górriz (1979–1993)
- Jon Andoni Goikoetxea (1988–1990)
- Antoine Griezmann (2009–2014)
- Iñigo Idiakez (1992–2002)
- Santiago Idígoras (1974–1981)
- Silvestre Igoa (1950–1956)
- Asier Illarramendi (2010–2013, 2015–2023)
- Andoni Imaz (1991–1998)
- Nihat Kahveci (2002–2006)
- Waleri Karpin (1994–1997, 2002–2005)
- Meho Kodro (1991–1995)
- Tayfun Korkut (2000–2003)
- Ignacio Kortabarria (1971–1985)
- Darko Kovačević (1996–1999, 2002–2007)
- Bjørn Tore Kvarme (2001–2004)
- Juan Antonio Larrañaga (1980–1994)
- Loren (1984–1989, 1993–2002)
- Iñigo Martínez (2011–2018)
- Håkan Mild (1996–1998)
- Julio Olaizola (1974–1985)
- Sebastián Ontoría (1925–1940)
- Alberto Ormaetxea (1959–1974)
- Javier de Pedro (1993–2004)
- José Mari Pérez (1930–1941)
- José Antonio Pikabea (1992–2003)
- Xabi Prieto (2003–2018)
- Aitor López Rekarte (1997–2007)
- Jesús María Satrústegui (1973–1986)
- David Silva (2020–2023)
- Roberto López Ufarte (1975–1987)
- Pedro Uralde (1979–1986)
- Dionisio Urreisti (1962–1977)
- Urruti (1972–1977)
- Carlos Vela (2011–2017)
- Jesús María Zamora (1974–1989)

## Trainer
- 1918–1923: José Ángel Berraondo
- 1923–1926: Lippo Hertzka
- 1926: Luis Ortiz de Urbina
- 1926–1930: Benito Díaz
- 1930–1935: Harry Lowe
- 1939–1941: Gaspar Gurruchaga
- 1941–1942: Patxi Gamborena
- 1942–1951: Benito Díaz
- 1951–1955: José Ignacio Urbieta
- 1955–1960: Salvador Artigas
- 1960: Joseba Elizondo
- 1960–1962: Baltasar Albéniz
- 1962: Joseba Elizondo
- 1962–1963: Periko Torres
- 1963–1964: Antonio Barrios
- 1964–1966: Román Galarraga
- 1966–1970: Andoni Elizondo
- 1970: Angel Segurola
- 1970–1972: Andoni Elizondo
- 1972–1974: Rafael Iriondo
- 1974–1976: Andoni Elizondo
- 1976–1978: José Antonio Irulegui
- 1978–1985: Alberto Ormaetxea
- 1985–1989: John Toshack
- 1989–1991: Marco Antonio Boronat
- 1991: Javier Expósito
- 1991–1994: John Toshack
- 1994–1995: Salva Iriarte
- 1995–1997: Javier Irureta
- 1997–1999: Bernd Krauss
- 1999–2000: Javier Clemente
- 2000: Periko Alonso
- 2000–2002: John Toshack
- 2002: Roberto Olabe
- 2002–2004: Raynald Denoueix
- 2004–2006: José Maria Amorrotu
- 2006: Gonzalo Arconada
- 2006: José Mari Bakero
- 2006–2007: Miguel Ángel Lotina
- 2007–2008: Chris Coleman
- 2008–2009: Juanma Lillo
- 2009–2011: Martín Lasarte
- 2011–2013: Philippe Montanier
- 2013–2014: Jagoba Arrasate
- 2014–2015: David Moyes
- 2015–2018: Eusebio Sacristán
- 2018: Imanol Alguacil
- 2018: Asier Garitano
- seit 2018: Imanol Alguacil

## Top 10 nach Einsätzen und Toren
(Stand: Saisonende 2016/17; angegeben sind alle Pflichtspiele und -tore)
| Einsätze                         | Einsätze               | Einsätze  | Einsätze |
| -------------------------------- | ---------------------- | --------- | -------- |
| 1                                | Alberto Górriz         | 1979–1993 | 599      |
| 2                                | Juan Antonio Larrañaga | 1980–1994 | 589      |
| 3                                | Jesús María Zamora     | 1974–1989 | 588      |
| 4                                | Luis Arconada          | 1974–1989 | 551      |
| 5                                | Miguel Fuentes         | 1987–2001 | 495      |
| 6                                | Roberto López Ufarte   | 1975–1987 | 474      |
| 7                                | Agustín Gajate         | 1977–1992 | 469      |
| 8                                | Xabi Prieto*           | seit 2003 | 463      |
| 9                                | Ignacio Kortabarria    | 1971–1985 | 442      |
| 10                               | Mikel Aranburu         | 1996–2012 | 427      |
| * = noch bei Real Sociedad aktiv |                        |           |          |

| Tore                             | Tore                    | Tore                 | Tore |
| -------------------------------- | ----------------------- | -------------------- | ---- |
| 1                                | Jesús María Satrústegui | 1973–1986            | 162  |
| 2                                | Cholín                  | 1927–1940            | 136  |
| 3                                | Roberto López Ufarte    | 1975–1987            | 129  |
| 4                                | Sebastián Ontoría       | 1925–1940            | 114  |
| 5                                | Paco Bienzobas          | 1926–1934, 1940–1942 | 109  |
| 6                                | Darko Kovačević         | 1996–1999, 2002–2007 | 107  |
| 7                                | Pedro Uralde            | 1979–1986            | 100  |
| 8                                | José Mari Bakero        | 1980–1988            | 91   |
| 9                                | José Mari Pérez         | 1930–1941            | 86   |
| 10                               | Epifanio Fernández      | 1949–1955            | 85   |
| * = noch bei Real Sociedad aktiv |                         |                      |      |

## Kader der Saison 2024/25
Stand: 2. Mai 2025
| Nr.        | Nat.      | Name                 | Geburtstag | im Verein seit | Vertrag bis |     |
| Tor        | Tor       | Tor                  | Tor        | Tor            | Tor         | Tor |
| ---------- | --------- | -------------------- | ---------- | -------------- | ----------- | --- |
| 01         | Spanien   | Álex Remiro          | 24.03.1995 | 2019           | 2027        |     |
| 13         | Spanien   | Unai Marrero         | 09.10.2001 | 2023           | 2027        |     |
| Abwehr     |           |                      |            |                |             |     |
| 02         | Spanien   | Álvaro Odriozola     | 14.12.1995 | 2023           | 2029        |     |
| 03         | Spanien   | Aihen Muñoz          | 16.08.1997 | 2019           | 2027        |     |
| 05         | Spanien   | Igor Zubeldia        | 30.03.1997 | 2017           | 2029        |     |
| 06         | Spanien   | Aritz Elustondo      | 28.03.1994 | 2016           | 2026        |     |
| 12         | Spanien   | Javi López           | 25.03.2002 | 2024           | 2030        |     |
| 18         | Mali      | Hamari Traoré        | 27.01.1992 | 2023           | 2026        |     |
| 19         | Venezuela | Jon Aramburu         | 23.07.2002 | 2023           | 2030        |     |
| 20         | Spanien   | Jon Pacheco          | 08.01.2001 | 2022           | 2030        |     |
| 21         | Marokko   | Nayef Aguerd         | 30.03.1996 | 2024           | 2025        |     |
| 31         | Spanien   | Jon Martín           | 23.04.2006 | 2024           | 2030        |     |
| Mittelfeld |           |                      |            |                |             |     |
| 04         | Spanien   | Martín Zubimendi     | 02.02.1999 | 2020           | 2027        |     |
| 08         | Russland  | Arsen Sacharjan      | 26.05.2003 | 2023           | 2029        |     |
| 16         | Spanien   | Jon Ander Olasagasti | 16.08.2000 | 2023           | 2027        |     |
| 22         | Spanien   | Beñat Turrientes     | 31.01.2002 | 2022           | 2030        |     |
| 23         | Spanien   | Brais Méndez         | 07.01.1997 | 2022           | 2028        |     |
| 24         | Kroatien  | Luka Sučić           | 08.09.2002 | 2024           | 2029        |     |
| 28         | Spanien   | Pablo Marín          | 03.07.2003 | 2022           | 2028        |     |
| Sturm      |           |                      |            |                |             |     |
| 07         | Spanien   | Ander Barrenetxea    | 27.12.2001 | 2019           | 2030        |     |
| 09         | Island    | Orri Óskarsson       | 29.08.2004 | 2024           | 2030        |     |
| 10         | Spanien   | Mikel Oyarzabal      | 21.04.1997 | 2016           | 2028        |     |
| 11         | Suriname  | Sheraldo Becker      | 09.02.1995 | 2024           | 2026        |     |
| 14         | Japan     | Takefusa Kubo        | 04.06.2001 | 2022           | 2029        |     |
| 17         | Spanien   | Sergio Gómez         | 04.09.2000 | 2024           | 2030        |     |

## Reservemannschaft
Die Reservemannschaft, Real Sociedad B, spielt in der dritten spanischen Liga, der Primera Federación.

### Namenshistorie
- Real Sociedad de Fútbol Junior  – (1955–1957)
- San Sebastián Club de Fútbol  – (1957–1991)
- Real Sociedad de Fútbol „B“  – (1991–1992)
- Real Sociedad de Fútbol, S.A.D. „B“  – (1992–)

### Erfolge
- Segunda División B: 2020/21  ▲

### Trainerchronik
Stand: 20. November 2024
| Trainer          | Nation                          | von               | bis               |
| ---------------- | ------------------------------- | ----------------- | ----------------- |
| Javier Expósito  | Spanien                         | 1. Juli 1962      | 30. Juni 1982     |
| Periko Alonso    | Spanien                         | 1. Juli 1989      | 30. Juni 1992     |
| Salva Iriarte    | Spanien                         | 20. Dezember 1996 | 30. Juni 1997     |
| Gonzalo Arconada | Spanien                         | 1. Juli 2001      | 30. Januar 2006   |
| José Eizmendi    | Spanien                         | 1. Juli 2006      | 22. Januar 2008   |
| José Eizmendi    | Spanien                         | 3. April 2008     | 30. Juni 2008     |
| Imanol Idiákez   | Spanien                         | 1. Juli 2008      | 30. Juni 2010     |
| Meho Kodro       | Bosnien und Herzegowina Spanien | 1. Juli 2010      | 30. Juni 2013     |
| Asier Santana    | Spanien                         | 1. Juli 2013      | 4. November 2014  |
| Asier Santana    | Spanien                         | 10. November 2014 | 27. November 2014 |
| Imanol Alguacil  | Spanien                         | 27. November 2014 | 18. März 2018     |
| Aitor Zulaika    | Spanien                         | 19. März 2018     | 30. Juni 2018     |
| Imanol Alguacil  | Spanien                         | 1. Juli 2018      | 23. Dezember 2020 |
| Aitor Zulaika    | Spanien                         | 30. Dezember 2018 | 30. Juni 2019     |
| Xabi Alonso      | Spanien                         | 1. Juli 2019      | 30. Juni 2022     |
| Sergio Francisco | Spanien                         | 1. Juli 2022      | heute             |

## Frauenfußball
Das Frauenteam von Real Sociedad wurde 2004 gegründet, spielt seit 2006 erstklassig und gewann 2019 den spanischen Pokal.

## Hockey
Die Damenmannschaft spielt in der höchsten spanischen Hockey-Liga, der Division de Honor Femienina, wo sie die Saison 2006/2007 mit dem sechsten Platz abschloss. Im Spanischen Pokal erreichte das Team in der Saison das Halbfinale, das gegen Atlètic Terrassa 1:2 verloren ging. Die Spielerin María López de Eguilaz ist in den Kader der Spanischen Nationalmannschaft für die Feldhockey-Europameisterschaft der Damen 2007 in Manchester berufen worden.
- Spanischer Feldhockey-Meister der Damen: 1986, 1993, 1994, 1997, 1998, 1999
- Spanischer Feldhockey-Pokalsieger der Damen: 1987, 1994, 2002